# Drew Gilpin Faust
Pour les articles homonymes, voir Gilpin.
Drew Gilpin Faust (née le 18 septembre 1947 à New York) est une historienne américaine, spécialiste de la guerre de Sécession. 
Elle enseigne durant 25 ans à l'université de Pennsylvanie et est nommée doyenne du Radcliffe Institute en 2001. En 2007, elle devient la première femme à présider l'université Harvard.

## Biographie

### Jeunesse et formation
Les parents de Drew Gilpin Faust vivent près de New York jusqu'à sa naissance, puis s'établissent dans le comté de Clarke en Virginie. Elle grandit dans une ferme avec ses trois frères. Sa famille l'envoie étudier à la Concord Academy (en), une école préparatoire privée réservée aux filles située dans le Massachusetts. Elle est encouragée dans ses études par la directrice, épouse d'un professeur de l'université Harvard. Plusieurs membres de sa famille, dont son père, éleveur de pur-sangs, sont diplômés de l'université de Princeton. Celle-ci n'étant pas encore ouverte aux femmes, elle suit son cycle prégradué (undergraduate) à Bryn Mawr College, où elle est élue présidente du conseil des élèves. Drew Gilpin Faust choisit l'histoire comme matière principale et suit notamment les cours de Mary Maples Dunn, qui dans les années 1980 deviendra présidente du Smith College. Elle obtient en 1968 son diplôme avec mention magna cum laude. Marquée par la ségrégation raciale, elle devient la « fille rebelle » de la famille et prend part à des marches organisées durant les années 1960 par le mouvement des droits civiques,. Elle étudie la civilisation américaine à l'université de Pennsylvanie et obtient une maîtrise  en 1971, puis un doctorat en 1975.

### Carrière professionnelle

#### UPenn et Radcliffe Institute
Drew Gilpin Faust enseigne à l'université de Pennsylvanie durant 25 ans. Elle préside le département voué à l'étude de la civilisation américaine, et dirige le programme d'études féminines (Women's studies). En 2001, elle est nommée doyenne du Radcliffe Institute (Cambridge, Massachusetts),. 

#### Université Harvard
Faust est élue en février 2007 à la présidence de l'université Harvard. Elle prend ses fonctions en juillet, devenant ainsi la première présidente depuis la fondation de l'université en 1636. Elle est également la première personne depuis Charles Chauncy, président de 1654 à 1672, à occuper ce poste sans être diplômée de Harvard. Elle succède à l'économiste Lawrence Summers, contraint de démissionner en 2006 après avoir tenu des propos polémiques quant à un possible différentiel de capacité selon les sexes dans le domaine scientifique (l’intérim fut assuré par Derek Bok),.

#### Autres activités
Faust est également administrateur (trustee) du collège Bryn Mawr, de la Fondation Andrew W. Mellon (en) et du National Humanities Center (en).

## Domaine d'étude
Drew Gilpin Faust est une spécialiste de la guerre de Sécession, à laquelle elle a consacré plusieurs ouvrages. Le prix Francis-Parkman (en) et le Avery O. Craven Award sont décernés à son livre Mothers of Invention: Women of the Slaveholding South in the American Civil War, paru en 1996. Son dernier livre paru, This Republic of Suffering: Death and the American Civil War, est édité en 2008.

## Famille
Drew Gilpin Faust est divorcée de son premier mari. En 1980, elle épouse Charles Rosenberg, historien de la médecine enseignant à l'université de Pennsylvanie. Leur fille Jessica, diplômée de Harvard, est employée en tant que contrôleur qualité (fact checker) par le magazine The New Yorker. Leah Rosenberg, la belle-fille de Drew Gilpin Faust, est professeur adjoint à l'université de Floride,.

## Ouvrages
- (en) This Republic of Suffering : Death and the American Civil War, Alfred A. Knopf, 2008, 368 p. (ISBN 978-0-307-26858-7, lire en ligne)
- (en) Mothers of Invention : Women of the Slaveholding South in the American Civil War', University of North Carolina Press, 1996, 326 p. (ISBN 978-0-8078-2255-5, lire en ligne)
- (en) Southern Stories : Slaveholders in Peace and War, University of Missouri Press, 1992, 252 p. (ISBN 978-0-8262-0865-1, lire en ligne)
- (en) The Creation of Confederate Nationalism : Ideology and Identity in the Civil War South, Louisiana State University Press, 1989, 110 p. (ISBN 978-0-8071-1606-7, lire en ligne)
- (en) James Henry Hammond and the Old South : A Design for Mastery, Louisiana State University Press, 1982, 407 p. (ISBN 978-0-8071-1282-3)
- (en) A Sacred Circle : The Dilemma of the Intellectual in the Old South, 1840-1860, University of Pennsylvania Press, 1977, 189 p. (ISBN 978-0-8122-1229-7)

## Distinctions
- 2008 : Doctorat honoris causa de l'université Yale[7]